# Croton spiciflorus
Espèce
Classification APG III (2009)
Croton spiciflorus est une espèce de plantes à fleurs du genre Croton et de la famille des Euphorbiaceae, présente à Java.